# Beclean
Beclean ou Beclean pe Someș, (en allemand et en hongrois: Bethlen) est une ville dans le județ de Bistrița-Năsăud, en Transylvanie.

## Géographie
La ville de Beclean est traversée par la rivière Someșul Mare. Elle est située sur la route reliant les villes de Sighetu Marmației et Suceava.

## Histoire
La première mention de la ville date de 1235 quand les habitants construisirent un château pour se défendre contre l'invasion des Tartares. Depuis 1438, la ville est le siège de la famille seigneurale de Gabriel Bethlen (du nom de la ville en langue hongroise).
| Année, | Roumains | Roumains | Hongrois | Hongrois | Juifs | Juifs | Roms | Roms | Allemands | Allemands | Autres | Autres |
| Année, | Nb       | %        | Nb       | %        | Nb    | %     | Nb   | %    | Nb        | %         | Nb     | %      |
| ------ | -------- | -------- | -------- | -------- | ----- | ----- | ---- | ---- | --------- | --------- | ------ | ------ |
| 1850   | 805      | 54,6     | 327      | 22,2     | 163   | 11,1  | 163  | 11,1 | 5         | 0,3       | 12     | 0,7    |
| 1910   | 1 205    | 39,3     | 1 791    | 58,3     |       |       |      |      | 65        | 2,1       | 9      | 0,3    |
| 1920   | 1 240    | 40,2     | 993      | 32,2     | 666   | 21,6  |      |      | 14        | 0,5       | 175    | 5,6    |
| 1930   | 1 460    | 46,4     | 989      | 29,3     | 671   | 19,8  | 156  | 3,1  | 42        | 1,0       | 16     | 0,3    |
| 1941   | 1 250    | 36,3     | 1 623    | 47,2     | 368   | 10,7  | 156  | 4,5  | 34        | 1,0       | 8      | 0,3    |
| 1966   | 2 583    | 70,6     | 1 045    | 28,6     | 4     | 0,1   | 7    | 0,2  | 15        | 0,4       | 3      | 0,1    |
| 1992   | 8 057    | 80,3     | 1 669    | 16,6     | 2     | 0,0   | 266  | 2,6  | 32        | 0,3       | 13     | 0,2    |
| 2002   | 7 624    | 81,7     | 1 438    | 15,4     |       |       | 234  | 2,5  | 17        | 0,2       | 17     | 0,2    |